# Barbette (performer)
Vander Clyde Broadway (Round Rock,19 de diciembre de 1899-Texas, 5 de agosto de 1973), de nombre artístico Barbette, y también conocido como Vander Clyde y Vander Clyde Broadway fue un imitador femenino, funambulista y trapecista estadounidense. Alcanzó una gran popularidad en Estados Unidos, pero su mayor fama le llegó en Europa, especialmente en París, en las décadas de 1920 y 1930. Empezó a actuar como equilibrista a los 14 años formando pareja en un número de circo llamado The Alfaretta Sisters. Tras unos años de trabajo en el circo, se lanzó en solitario y adoptó su exótico seudónimo. Actuaba completamente travestido, revelándose como hombre solo al final del número. Después de una enfermedad o una lesión que puso fin a su carrera (las fuentes no se ponen de acuerdo sobre la causa) y que le dejó con constantes dolores, regresó a Texas y continuó trabajando como consultor para películas, además de entrenar y coreografiar actos aéreos para varios circos. Tras años de lucha contra el dolor crónico, se suicidó el 5 de agosto de 1973. Tanto en vida como después de su muerte, sirvió de inspiración a varios artistas, como Jean Cocteau y Man Ray.

## Trayectoria
Barbette nació el 19 de diciembre de 1899, aunque a veces se cita como 1904, en Texas. La mayoría de las fuentes indican que nació en Round Rock, aunque Barbette afirmó que su lugar de nacimiento fue Trickham. Su tarjeta de registro de reclutamiento, fechada el 7 de septiembre de 1918, indica que su cumpleaños era el 19 de diciembre de 1898. Hay cierta confusión en torno al nombre del padre de Barbette. En una solicitud de pasaporte de 1923, aparece el nombre de su padre como Henry Broadway y lo señala como fallecido. Sin embargo, el certificado de defunción de Barbette indica Jeff como nombre de pila de su padre. En el certificado de defunción figura el nombre de su madre como Hattie Wilson. Barbette anotó su nombre como Sra. E. S. Loving en su solicitud de pasaporte, así como en su formulario de registro de reclutamiento de 1918. En el censo de Estados Unidos de 1900, Barbette y su madre, Hattie Broadway (de soltera Martin, 1879-1949), vivían en Llano, Texas, en la casa de sus bisabuelos maternos, Florence E. y el granjero William Paschall. Hattie, que entonces tenía 21 años, figuraba como viuda en el censo, mientras que la fecha de nacimiento de su hijo aparecía como diciembre de 1897. También vivía en la casa el hermano menor de Hattie Broadway, Malcolm Wilson. Hattie Broadway se casó en segundas nupcias, en 1906 con Samuel E. Loving (1868-1953), que trabajaba en una fábrica de escobas y tuvo cinco hijos más, los varones Eugene Loving (1908-1971) y Sam Paschall Loving (1917-1996) y las hijas Hugo Loving (1910-1912), Bonsilene Loving (nacida en 1914) y Mary Martin Loving (1915-1997). Después del segundo matrimonio de su madre, Barbette era conocido como "Vander Loving".
La madre de Barbette lo llevó al circo de pequeño en Austin y él quedó fascinado por el número del alambre. Según manifestó, supo que sería un artista desde esa primera vez y se propuso trabajar en los campos durante la temporada de recolección de algodón para ganar dinero y poder ir al circo con tanta frecuencia como fuera posible. Practicaba durante horas recorriendo el tendedero de acero de su madre. Se graduó en el instituto a los 14 años  y después, comenzó su carrera circense formando parte de una pareja de trapecistas, The Alfaretta Sisters. Una de las hermanas había muerto inesperadamente y Barbette respondió al anuncio de la hermana superviviente para buscar una sustituta e hizo una audición en San Antonio. Juntos decidieron que era más dramático que una mujer realizara acrobacias. Su compañera le dijo que la ropa de mujer siempre hace más impresionante un número con cables y le preguntó si le importaría vestirse de chica. No le importó y así fue como empezó su especialidad artística. Después de su tiempo como Alfaretta, se unió a un número llamado Erford's Whirling Sensation que incluía a tres personas que colgaban de un aparato giratorio por los dientes.
Luego desarrolló un número en solitario y se trasladó a los escenarios de vodevil. Adoptó el nombre de "Barbette", creyendo que tenía un sonido francés exótico y porque podía ser tanto un nombre como un apellido. Debutó como solista en el Harlem Opera House en 1919. Realizaba acrobacias en el trapecio y en el alambre vestido de mujer manteniendo la ilusión de feminidad hasta el final de su número, cuando se quitaba la peluca y adoptaba exageradas poses masculinas. Durante los años siguientes recorrió el circuito de vodevil de Keith, anunciándose como una "especialidad versátil".

### El brindis de Europa

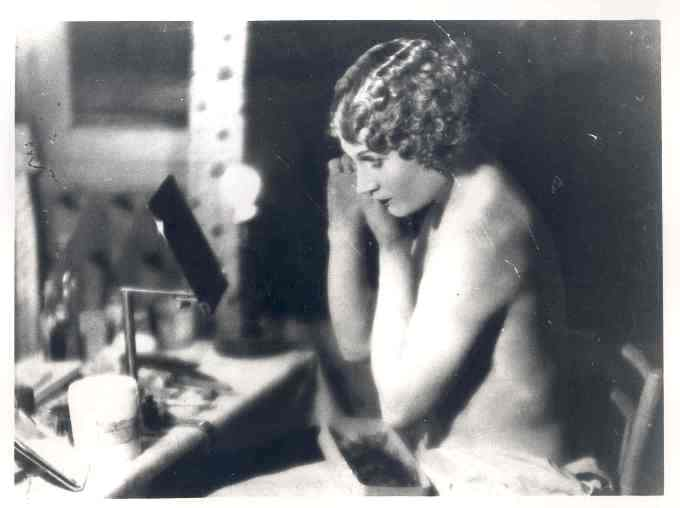
Barbette en 1923, preparándose en su camerino; fotografía de Man Ray.

Debutó en Europa en 1923, enviado por la agencia William Morris primero a Inglaterra y luego a París. Actuó en lugares como el Casino de París, el Moulin Rouge, el Empire, el Circo Médrano, el Teatro Alhambra y el Folies Bergère. Regresó a Estados Unidos en 1924 para aparecer en The Passing Show, que duró cuatro meses a partir de septiembre. También en esta época se convirtió en una atracción destacada del Ringling Brothers and Barnum & Bailey Circus y realizó una gira por Londres, Bruselas y Berlín. Durante una actuación en el London Palladium fue descubierto manteniendo relaciones sexuales con otro hombre. Su contrato fue cancelado y nunca más pudo obtener un permiso de trabajo en Inglaterra. Barbette fue defendido por el artista vanguardista Jean Cocteau, que escribió en 1923 a su amigo y crítico belga Paul Collaer:
"La semana que viene, en Bruselas, verán un número de music-hall llamado "Barbette" que me tiene cautivado desde hace quince días. El joven americano que hace este número en el alambre y el trapecio es un gran actor, un ángel y se ha convertido en el amigo de todos nosotros. Vayan a verlo... y díganle a todo el mundo que no es un simple acróbata vestido de mujer, ni solo un gracioso temerario, sino una de las cosas más bellas del teatro. Stravinsky, Auric, los poetas, los pintores y yo mismo no hemos visto una muestra de arte comparable en el escenario desde Nijinsky."
A otros amigos les escribió: "Vuestra gran pérdida de 1923 sería Barbette, un acto terrorífico en el Casino de París... Diez minutos inolvidables. Una obra maestra teatral. Un ángel, una flor, un pájaro."
En 1926, Cocteau escribió un influyente ensayo sobre la naturaleza y el artificio del teatro titulado Le Numéro Barbette, que se publicó en la La Nouvelle Revue Française. En este ensayo, Cocteau celebraba a Barbette como un ejemplo de artificio teatral.
Barbette, escribió Cocteau, se transforma sin esfuerzo entre hombre y mujer. Compara su glamour y elegancia femeninos con una nube de polvo arrojada a los ojos del público, cegándolo ante la masculinidad de los movimientos que necesita para realizar sus acrobacias. Esa ceguera es tan completa que, al final de su acto, Barbette no se limita a quitarse la peluca, sino que interpreta el papel de un hombre. Gira los hombros, estira las manos, hincha los músculos... Y después de la decimoquinta bajada del telón, hace un guiño pícaro, cambia de un pie a otro, hace un gesto de disculpa y baila una pequeña danza callejera arrastrando los pies. Todo ello para borrar la fabulosa y mortal impresión que ha dejado el número. Cocteau pidió a sus colegas artistas que incorporaran deliberadamente este efecto que para Barbette era instintivo.
También encargó una serie de fotografías de Barbette al artista surrealista Man Ray, que captó no solo aspectos de la actuación de Barbette, sino también su proceso de transformación tras las bambalinas en su personaje femenino. Además, eligió a Barbette para su primera película experimental La sangre de un poeta (1930). Barbette aparece en una escena en un palco de teatro con varios extras ataviados con trajes de Chanel, que estallan en aplausos al ver una partida de cartas que acaba en suicidio. Sustituía a la vizcondesa de Noailles, que originalmente había rodado junto a su marido la escena, pero se horrorizó al ver la película terminada, puesto que la partida de cartas/suicidio había sido rodada por separado. Hablando de su preparación para la escena, Barbette, que sabía que iba a sustituir a la vizcondesa, dijo:
Intenté imaginarme a mí mismo como descendiente del Marqués de Sade, de la Condesa de Chevigné... y de una larga lista de ricos banqueros. Todo lo que era la vizcondesa. Para un chico de Round Rock, Texas, eso exigía mucha concentración, al menos tanta como trabajar en el alambre.
Cocteau se enamoró del personaje de Barbette, pero su relación duró poco. Otros en su círculo europeo fueron Josephine Baker, Anton Dolin, Mistinguett y Sergei Diaghilev.
A Barbette se le atribuye haber regresado a los Estados Unidos en 1935 para protagonizar en Broadway el musical circense Jumbo de Billy Rose. Existen unas imágenes cinematográficas extremadamente raras de Barbette apareciendo en Jumbo en el Hipódromo de Nueva York en 1935, que fueron rodadas como parte de un noticiario publicitario para anunciar el espectáculo. También hay imágenes del estreno en las que se ve la llegada de famosos a la sala de espectáculos. Barbette fue filmado realizando parte de su acto acrobático en Jumbo.

### Fin de la carrera artística y vida posterior
Siguió actuando hasta mediados o finales de la década de 1930. La mayoría de las fuentes señalan el año 1938, mientras que otras indican que fue en 1936 o en 1942. El final de la carrera de Barbette se atribuye a una serie de causas como una caída, neumonía, poliomielitis o una combinación de las tres. Todos coinciden en que, fuera cual fuera la causa, quedó muy dolorido y necesitó una intervención quirúrgica y una amplia rehabilitación para poder volver a caminar. Se convirtió en el director artístico y entrenador de trapecistas de varios circos, entre ellos Ringling Bros y Shrine Circus. Su trabajo en el Ringling ha sido descrito como la reinvención del ballet aéreo. The Bird Cage Girls, The Swing High Girls, The Whirl Girls y Cloud Swing Girls fueron algunas de las compañías aéreas femeninas cuyas rutinas fueron la especialidad de Barbette. Creó las secuencias de circo para el musical de Broadway Around the World, producido por Orson Welles. Trabajó como asesor en varias películas, como las secuencias de circo de Till the Clouds Roll By (1946) y The Big Circus (1959) y fue contratado para entrenar a Jack Lemmon y Tony Curtis en la ilusión de género para la película Some Like It Hot (1959). El biógrafo de Cocteau, Francis Steegmuller, escribió un perfil de Barbette para The New Yorker en 1969 titulado An Angel, A Flower, A Bird. Barbette tiene un breve cameo en la escena del club de jazz que abre la película Night Tide (1961) de Curtis Harrington. Creó el ballet aéreo para Disney on Parade y realizó una gira con él por Australia entre 1969 y 1972. Pasó sus últimos meses en Texas, viviendo en Round Rock y Austin con su hermana Mary Cahill, a menudo con fuertes dolores. Se suicidó por sobredosis, el 5 de agosto de 1973. Le sobrevivieron sus medio hermanos Mary y Sam Loving. Fue incinerado y sus cenizas fueron enterradas en el cementerio de Round Rock.

## Legado
Además del ensayo de Cocteau Le Numéro Barbette y su aparición en Le Sang d'un Poete, también inspiró la caracterización de la "Muerte" en la obra teatral de Cocteau, Orphée. El libro Barbette, que recoge el ensayo de Cocteau, el perfil de Steegmuller en el New Yorker, las fotografías de Man Ray y otros materiales, se publicó en 1989. Es posible que Barbette haya servido de inspiración para la película alemana de 1933 Viktor und Viktoria, que tiene un argumento que gira en torno a una mujer que se hace pasar por un imitador femenino, cuyo truco de quitarse la peluca al final de su actuación está inspirado en el gesto característico de Barbette. Una versión de Viktor und Viktoria se rodó en 1935 con el nombre de First a Girl. En 1957, se estrenó una versión alemana en color con el mismo título y en 1982 se rodó Victor Victoria, que en 1992 inspiró un musical de Broadway con el mismo nombre.
Alfred Hitchcock basó un personaje de la película de 1930, Murder!, en Barbette. Different Fleshes es un libro-poema sobre Barbette escrito por Albert Goldbarth que ganó el Premio de Poesía Voertman del Instituto de Letras de Texas. En 1993, el artista de performance John Kelly, por encargo de la Academia de Música de Brooklyn, basó su obra Light Shall Lift Them en él. Su historia también se cuenta en la obra, Barbette, escrita por Bill Lengfelder y David Goodwin, presentada por primera vez en Dallas, Texas, en 2003. Un restaurante francés en Mineápolis lleva el nombre de Barbette en su honor.